# Роттердамский филармонический оркестр

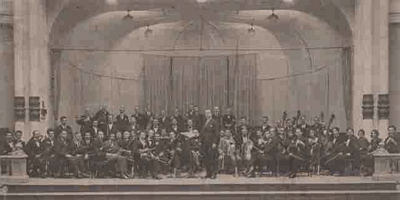
Роттердамский филармонический оркестр (1923)

Роттердамский филармонический оркестр (нидерл. Rotterdams Philharmonisch Orkest) — симфонический оркестр, базирующийся в концертном зале De Doelen в Роттердаме. Также участвует в постановках Нидерландской оперы.

## История и деятельность
Был основан в 1918 году как «Общество совместной творческой практики профессиональных музыкантов» (нидерл. Genootschap van Beroepsmusici tot Onderlinge Kunstbeoefening) — закрытый клуб, предназначенный для частного музицирования, не нацеленного на извлечение прибыли. Закрытые концерты с серьёзным репертуаром стали для объединившихся музыкантов противовесом их повседневной работе, связанной преимущественно с игрой ради заработка в кинотеатрах, казино и ресторанах. Главным инициатором создания Общества стал скрипач Жюль Загвейн, занявший позицию первого концертмейстера; первым руководителем стал Виллем Фельцер.
Постепенно Общество эволюционировало в сторону дающего публичные выступления коллектива, который в 1935 году перешёл в городскую собственность. Тогда же был построен концертный зал De Doelen, разрушенный в ходе бомбардировки Роттердама в 1940 году люфтваффе. Новое здание было возведено только в 1966 году.
На протяжении 32 лет оркестром руководил Эдуард Флипсе. В 1958 году оркестр и его художественный руководитель в числе первых были награждены Золотой медалью Международного общества Густава Малера — за особые заслуги в пропаганде творчества композитора.
В дальнейшем оркестром руководили среди прочих Эдо де Варт и Давид Зинман, выведшие оркестр на новый уровень. В 1995—2008 его возглавлял Валерий Гергиев.

## Список главных дирижёров
- Виллем Фельцер (1918—1928)
- Александр Шмуллер (1928—1930)
- Эдуард Флипсе (1930—1962)
- Франц Пауль Деккер (1962—1967)
- Жан Фурне (1968—1973)
- Эдо де Варт (1973—1979)
- Давид Зинман (1979—1982)
- Джеймс Конлон (1983—1991)
- Джеффри Тейт (1991—1995)
- Валерий Гергиев (1995—2008)
- Янник Незе-Сеген (с 2008)